# Petar Bašić
Petar Bašić (Dubrovnik, 19. ožujka 1751. – Dubrovnik, 15. travnja 1814.), hrvatski pisac i prevoditelj.
Bio je kanonik, a prikupljao je podatke o starim dubrovačkim piscima i prepisivao njihova djela. Tu je građu ustupio F.M. Appendijniju. Dopunio je rukopis "Osmana" Ivana Gundulića. Nastavio je rad svojeg strica Đure Bašića na istraživanju biografija dubrovačkih isusovaca. Dovršio je spis Sv. Vlaha, a dopunio je i priredio za tisak novo izdanje rječnika della Belle "Dizionario italiano-latino-illirico". 